# Gabriela Scholtes
Gabriela Scholtes (ur. w 1937) – austriacka lekkoatletka specjalizująca się w sprintach i biegach średniodystansowych.
Dwukrotna mistrzyni kraju: w biegu na 800 metrów (1960) oraz biegu przełajowym (1960).
Trzykrotna rekordzistka Austrii w biegu na 400 metrów (1:04,6 w 1957, 1:03,2 w 1958 oraz 59,6 w 1959).
Była pierwszą Austriaczką, która przebiegła dystans 400 metrów poniżej 1 minuty.